# Marko Milovanović
Marko Milovanović (Servisch: Марко Миловановић) (Smederevo, 4 augustus 2003) is een Servisch voetballer die sinds 2022 uitkomt voor UD Almería.

## Clubcarrière
Milovanović genoot zijn jeugdopleiding bij FK Partizan. Op 17 juli 2021 maakte hij zijn officiële debuut in het eerste elftal van de club: op de openingsspeeldag van de Superliga liet trainer Aleksandar Stanojević hem in de 0-4-zege tegen FK Proleter Novi Sad in de 60e minuut invallen voor Nemanja Jović. Op 1 december 2021 scoorde hij zijn eerste doelpunt voor Partizan: in de bekerwedstrijd tegen FK Dubočica scoorde hij het enige doelpunt van de wedstrijd. Partizan plaatste zich zo voor de kwartfinale en zou uiteindelijk de bekerfinale verliezen tegen Rode Ster Belgrado.
Vier dagen na zijn bekergoal opende Milovanović ook zijn doelpuntenrekening in de competitie: in de 2-0-zege tegen FK Novi Pazar op de 19e competitiespeeldag opende hij in de 50e minuut de score. Nog eens vier dagen later, op 9 oktober 2021, scoorde hij in het 1-1-gelijkspel tegen Anorthosis Famagusta in de Conference League-groepsfase. Milovanović klokte in het seizoen 2021/22 af op 28 officiële wedstrijden, waarin hij driemaal scoorde.
In juli 2022 ondertekende hij een zesjarig contract bij UD Almería, dat recent naar de Primera División was gepromoveerd.

## Clubstatistieken
| Seizoen         | Club            | Land            | Competitie       | Competitie | Competitie | Beker | Beker | Supercup | Supercup | Europees | Europees | Totaal | Totaal |
| Seizoen         | Club            | Land            | Competitie       | Wed.       | Dlp.       | Wed.  | Dlp.  | Wed.     | Dlp.     | Wed.     | Dlp.     | Wed.   | Dlp.   |
| --------------- | --------------- | --------------- | ---------------- | ---------- | ---------- | ----- | ----- | -------- | -------- | -------- | -------- | ------ | ------ |
| 2021/22         | FK Partizan     | Vlag van Servië | Superliga        | 18         | 1          | 3     | 1     | —        | —        | 7        | 1        | 28     | 3      |
| 2022/23         | UD Almería      | Vlag van Spanje | Primera División | 2          | 0          | 0     | 0     | —        | —        | —        | —        | 2      | 0      |
| Carrière totaal | Carrière totaal | Carrière totaal | Carrière totaal  | 20         | 1          | 3     | 1     | 0        | 0        | 7        | 1        | 30     | 3      |

Bijgewerkt op 30 september 2022.